# 一倉治雄
一倉治雄（いちくら はるお、1950年11月18日 - ）は、日本の映画監督。東京都出身。
蔵原惟繕、降旗康男、長谷部安春らに師事し、テレビドラマ『探偵物語』『西部警察』などの助監督を経て、1988年に『またまたあぶない刑事』で映画監督デビュー。

## 主要作品

### テレビ
- あぶない刑事
- あきれた刑事
- 勝手にしやがれヘイ!ブラザー
- あいつがトラブル
- 西遊記
- はみだし刑事情熱系（1996年 - 2002年）
- あぶない刑事フォーエヴァー TVスペシャル'98（1998年8月28日）
- 京都始末屋事件ファイル
- 暴れん坊将軍（2001年 -）
- 天罰屋くれない 闇の始末帖
- 銭形平次（2004年 - 2005年）
- らんぼう（2006年）
- 遠山の金さん（2006年）
- 素浪人 月影兵庫（2007年）
- 徳川風雲録 八代将軍吉宗（2008年）「新春時代劇スペシャル」
- 主水之助七番勝負～徳川風雲録外伝〜 [1]（2008年）

### 映画
- またまたあぶない刑事（1988年）
- 悲しきヒットマン（1989年）
- きんぴら [2]（1990年）
- 国会へ行こう!（1993年）
- 義務と演技（1997年）
- 姐御（2003年）[3][4]

### オリジナルビデオ
- 狙撃 THE SHOOTISTシリーズ（1989年、東映Vシネマ）
- 名のない男 破壊!（1991年、東映Vシネマ）
- チンピラの遠吠え おぼえとけ！極道修業編 [5]（1995年、シネマパラダイス）
- BE-BOP-HIGHSCHOOL 3 不良少年人生問答（1996年、東映ビデオ）
- BE-BOP-HIGHSCHOOL 4 不良人生摩訶不思議（1996年、東映ビデオ）
- BE-BOP-HIGHSCHOOL 5 舎弟番長デビュー篇（1996年、東映ビデオ）
- BE-BOP-HIGHSCHOOL 6 ハッタリ野郎暴走篇（1996年、東映ビデオ）

## 出演

### テレビ
- 電人ザボーガー 第35話「爆弾フラワーを巨大化せよ!!」（1975年） - 若林明

## 関連人物
- 仲村トオル
- 岡芳郎